# Збройні сили Непалу
Збройні сили Непалу - це військові сили, що складаються з сухопутних, повітряних та морських компонентів і відповідають за захист та безпеку Непалу від зовнішніх загроз, а також можуть бути задіяні для забезпечення внутрішньої безпеки та участі в різних миротворчих та гуманітарних місіях. Збройні сили Непалу регулюються урядом та мають власну структуруз різними підрозділами.

## Історія
Історія Збройних сил Непалу починається з формування Королівських Збройних сил Непалу в 1762 році. У 1846 році в Непалі відбувся переворот, який привів до появи династії Рани. З того часу армія Непалу постійно змінювалась, але зберігала своє значення як важлива складова державної влади.
У 1951 році Непал вийшов з-під британського впливу і став конституційною монархією з обмеженими правами. У 1996 році в Непалі почалась громадянська війна, організована маоїстською партією Непалу, яке тривала понад 10 років і призвела до сильної дестабілізації країни. Війна призвела до посилення Збройних сил Непалу та їхнього значення як інструменту національної безпеки.
У 2006 році після масових протестів проти монархії та підтримки Збройних сил Непалу, монархія була скасована, а країна стала демократичною республікою. Змінюючи свою назву з Королівських Збройних сил Непалу на Збройні сили Непалу, армія продовжує виконувати свої завдання в рамках національної безпеки та допомоги у внутрішньому розвитку країни. Збройні сили Непалу брали участь в різних міжнародних миротворчих місіях.

## Структура
Збройні сили Непалу складаються з наступних складових частин:
1. Армія Непалу: це сухопутні війська Збройних сил Непалу. Вона складається з шести активних бойових дивізій і менших підрозділів, таких як протиповітряна оборона, логістика, військовий зв'язок, артилерійська підтримка та повітряно-десантні операції.
2. Повітряні сили Армії Непалу: це повітряні війська Збройних сил Непалу, призначені для підтримки сухопутних операцій і забезпечення легкої повітряної підтримки на полі бою.
3. Непальська національна гвардія: це резервні війська, які призначені для захисту території Непалу в разі необхідності.
4. Озброєні поліційні сили: це парамілітарні сили, які призначені для підтримки внутрішньої безпеки в країні.

## Озброєння
Збройні сили Непалу мають різноманітну техніку та озброєння, яке складається з різних видів зброї, бронетехніки та літаків. Основні види озброєння та техніки, які використовуються в Збройних силах Непалу, включають:

### Сухопутні війська
- Танки: Т-72М1, Т-55А
- Бойові машини піхоти: BMP-2, БМП-1
- Бронетранспортери: М113, Урал-4320, Татра T815
- Артилерійські системи: M101 105 мм гармата, M46 130 мм гармата, FH-77B 155 мм гаубиця, A-222 130 мм гаубиця-міномет
- Зенітні комплекси: SA-7, SA-16, SA-18, ZU-23-2

### Повітряні сили
- Бойові вертольоти:  Мі-17,  Mi-35
- Транспортні літаки: Harbin Y-12, Xian MA60, C-130 Hercules, DHC-6 Twin Otter
- Бойові літаки: A-37 Dragonfly, F-7 Skybolt, HAL Dhruv